# Bahamská kuchyně

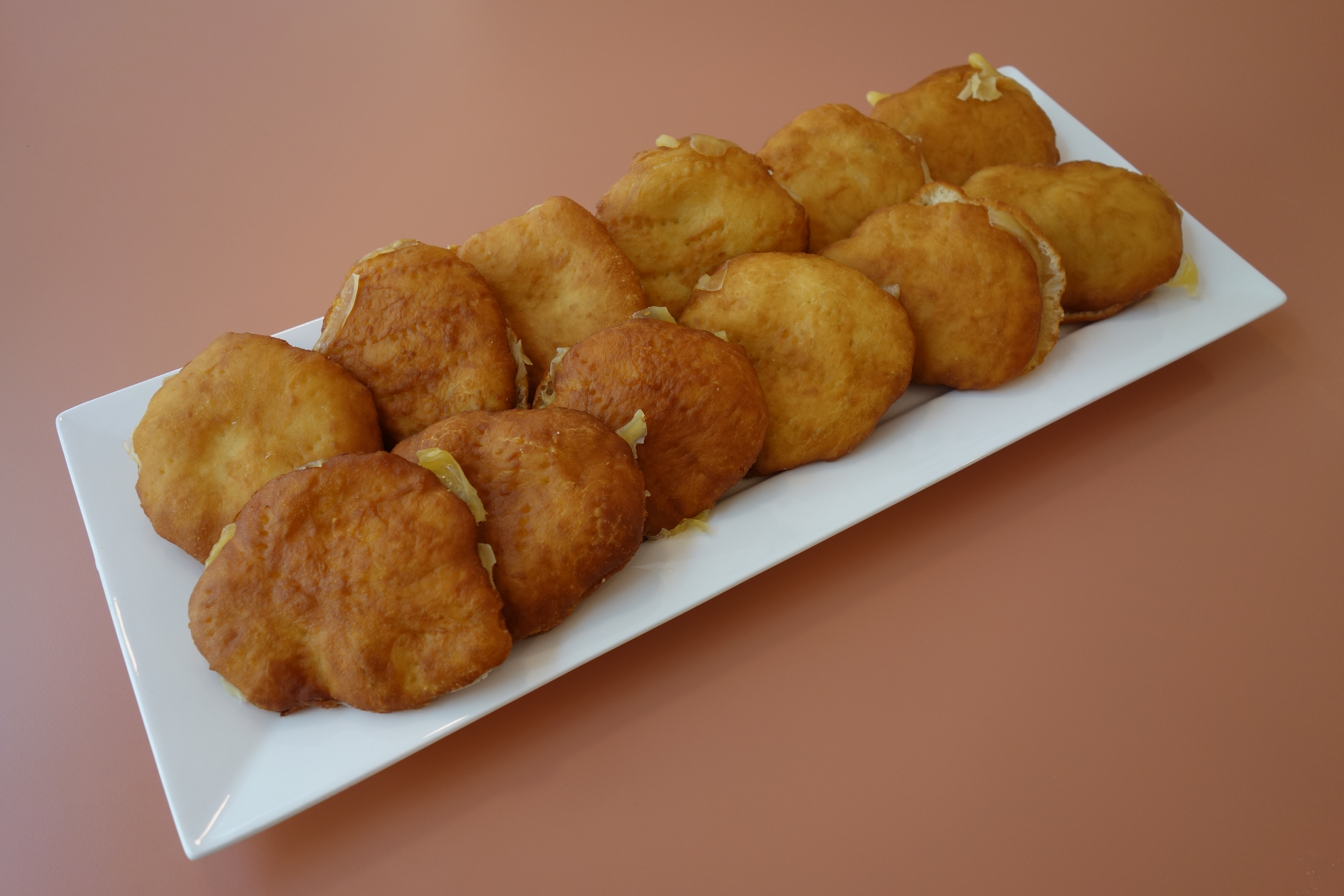
Johnnycake plněný sýrem

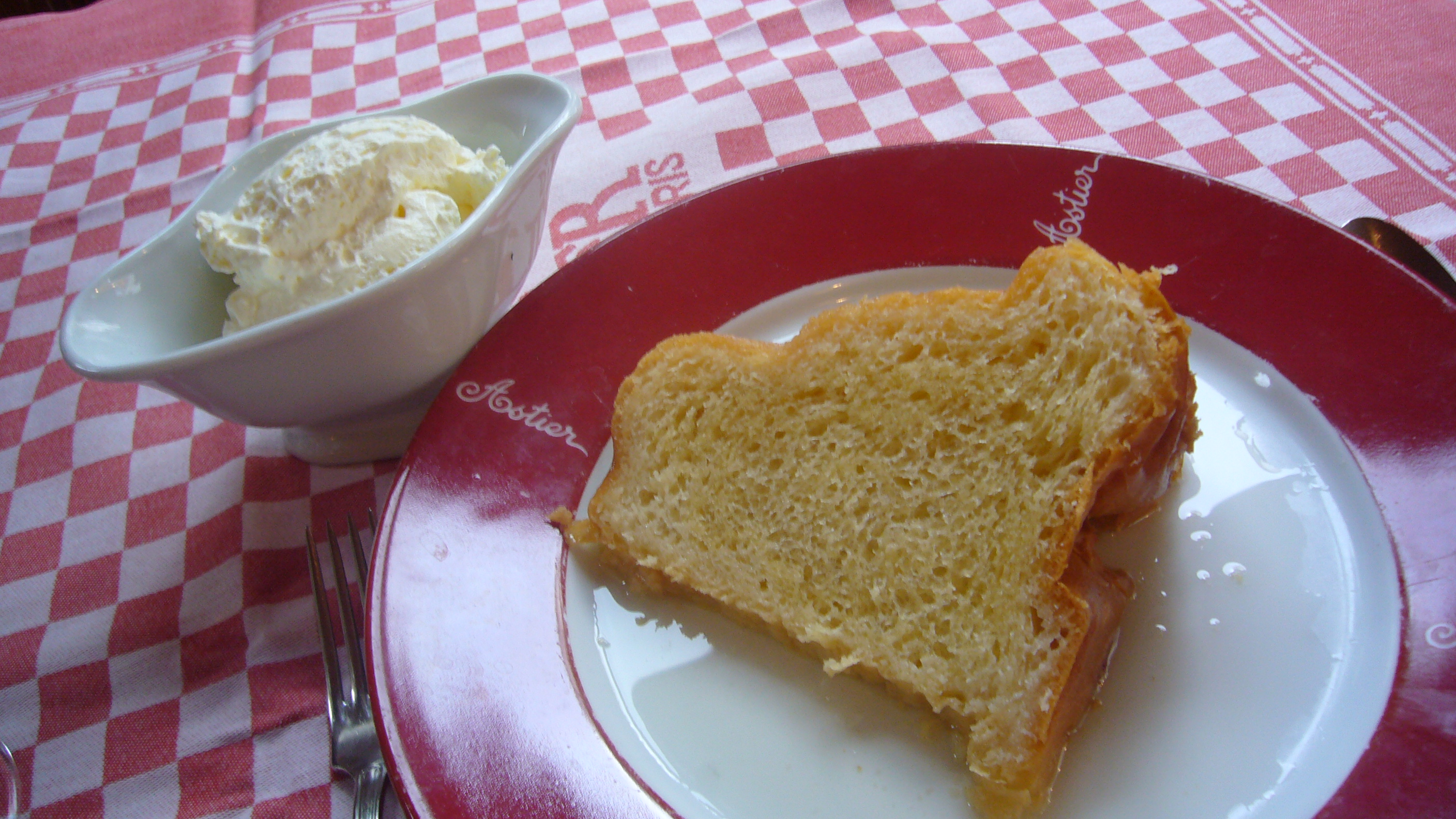
Rum cake

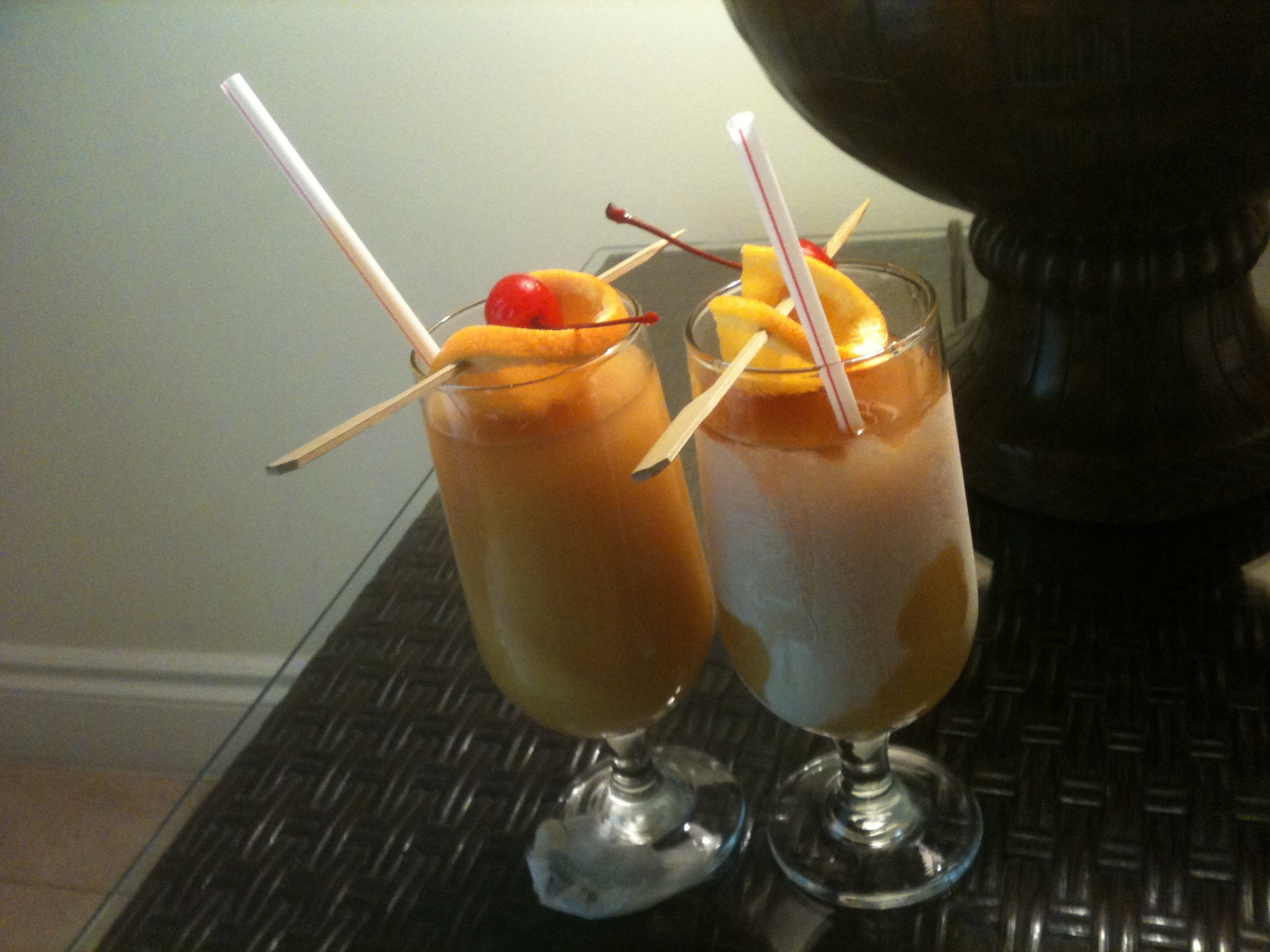
Goombay Smash

Bahamská kuchyně (anglicky: Bahamian cuisine) používá především rýži, luštěniny, tropické ovoce, brambory, ryby a mořské plody (ústřice). Z mořských plodů se často vyrábějí různé polévky a saláty. Bahamská jídla bývají obvykle ochucena chilli, limetkou, česnekem, skořicí nebo kokosem. Populárním nápojem je rum a různé míchané nápoje z rumu. Bahamská kuchyně byla ovlivněna také americkou kuchyní, především pak kuchyní Amerického jihu.

## Příklady bahamských pokrmů
Příklady bahamských pokrmů:
- Duff, dezert z kvajávy
- Souse, polévka z kuřecího masa, limetky, brambor a papriky
- Old Sour, pikantní omáčka z chilli papriček a limetky
- Johnnycake, chléb z kukuřičné mouky
- Rum cake, dezert z rumu a sušeného ovoce

## Příklady bahamských nápojů
Příklady bahamských nápojů:
- Rum
- Pivo, místní značka se nazývá Kalik
- Goombay Punch, velmi sladký ananasový nealkoholický nápoj, ze kterého se vyrábí rumový koktejl Goombay Punch
- Nassau Royale, likér
- Sky juice, koktejl z kokosu a ginu